# Stéphanie Di Giusto
Stéphanie Di Giusto (...) è una regista e sceneggiatrice francese.

## Biografia
Dopo gli studi all'École nationale supérieure des arts décoratifs e all'ESAG Penninghen di Parigi, ha cominciato la sua carriera nel campo della pubblicità, lavorando per Orange e France 5. Ha diretto poi videoclip per Elsa Lunghini, Camille, Brigitte Fontaine e altri cantanti europei. Nel 2016 ha realizzato il suo primo film, Io danzerò, incentrato sulla figura di Loïe Fuller e interpretato tra gli altri da Gaspard Ulliel, Mélanie Thierry e Lily-Rose Depp.

## Filmografia
- Io danzerò (La Danseuse) (2016)
- Rosalie (2023)

## Riconoscimenti
- Festival di Cannes
  - 2016 – In concorso per il premio Un Certain Regard per Io danzerò
  - 2016 – In concorso per la Caméra d'or per Io danzerò
  - 2016 – In concorso per la Queer Palm per Io danzerò
  - 2023 – In concorso per il premio Un Certain Regard per Rosalie
  - 2023 – In concorso per la Queer Palm per Rosalie
- Premio César
  - 2017 – Candidatura alla migliore opera prima per Io danzerò
- Premio Lumière
  - 2017 – Candidatura alla migliore opera prima per Io danzerò
- Festival du film de Cabourg
  - 2016 – In concorso per il Grand Prix per Io danzerò